# Turgordruk

Turgor in een plantencel

De turgordruk is de druk van de celinhoud op de celwand (van planten, schimmels of bacteriën). 
Het celmembraan kan uitzetten, de celwand in principe niet.  Turgor wordt veroorzaakt doordat water door osmose de cel in gaat waardoor het celmembraan uitzet. Het effect is enigszins vergelijkbaar met het opblazen van een ballon die zich in een papieren zak bevindt. 
De celwand is volledig permeabel: water en de daarin opgeloste stoffen (onder meer ionen, suikers en aminozuren) kunnen er ongehinderd doorheen. Het celmembraan is daarentegen semipermeabel: water kan er ongehinderd doorheen, maar de opgeloste stoffen alleen via speciale transporteiwitten. 
De gezamenlijke concentratie van deze opgeloste stoffen bepaalt de osmolariteit. Hoe meer stoffen er in water opgelost zijn, hoe hoger de osmolariteit. Wanneer de osmolariteit binnen de cel kleiner is dan buiten de cel, is de celinhoud hypotoon en gaat er meer water de cel uit dan erin. Omgekeerd gaat er bij hypertone celinhoud meer water de cel in dan eruit, wat kan zorgen voor druk op de celwand. Dat wordt turgor genoemd. Als de osmolariteit van de celinhoud en de extracellulaire vloeistof even groot zijn, zijn deze isotoon en vindt er geen netto transport van water plaats.
Turgor is verantwoordelijk voor de stevigheid van planten. Deze hebben namelijk in tegenstelling tot dieren een celwand om de cel, die als de cel water opneemt door tegendruk stevigheid verleent aan de plant.
Het water dat nodig is voor turgor wordt door de wortels van de plant opgenomen. Als de plant door verdamping meer water verliest dan de wortels kunnen opnemen, is het resultaat dat de turgor in de bladeren verdwijnt, en de bladeren of de hele plant slap gaan hangen. Hetzelfde gebeurt als het extracellulaire milieu hypertoon is, ook dan kan de plant niet voldoende water opnemen. Dan is er sprake van plasmolyse. 